# 吳金黛
吳金黛，是臺灣的作曲家及專輯製作人等。她現任風潮音樂總監。
就讀於楊百翰大學音樂系時，她專攻錄音技術。她曾製作《森林狂想曲》、《我的海洋》、《最近的天堂》等廣受歡迎的音樂專輯；該些專輯中之大多作品風格或可歸類為新世紀音樂。2002年，她與游學志（藝名陶笛阿志）合作，製作陶笛音樂專輯《陶笛奇遇記》；該專輯在臺灣等地廣受歡迎，並引發學習陶笛之熱潮。2005年，她製作以臺灣原住民音樂為主題之原舞者系列專輯《牽INA的手》；該作品後獲頒金曲獎最佳民族樂曲獎獎項。2008年，她參與製作《瑰寶4CD》系列專輯之《蒙古長調》，後以該專輯獲頒金曲獎最佳民族樂曲獎、最佳製作人獎，以及美國獨立音樂獎（英語：Independent Music Awards）傳統世界音樂獎等獎項。2009年，她為十鼓擊樂團製作《十鼓(二)鼓之島》專輯。2012年，她與Daniel Ho共同製作以臺灣原住民音樂為題材之《吹過島嶼的風》專輯；該專輯後被提名於葛萊美獎最佳傳統世界音樂獎及最佳世界音樂獎等獎項。
2001年，她以《我的海洋》，獲頒第12屆金曲獎傳統暨藝術類最佳製作人獎獎項。2003年，她參與製作和創作之《拍鑼兼摃鼓》專輯，獲頒第14屆金曲獎最佳兒童音樂獎獎項。2010年，她以《鳥II-天籟所在的地方》專輯，獲頒美國獨立音樂獎最佳新世紀音樂獎獎項。2015年，她以專輯《天空的眼睛》，獲頒美國獨立音樂獎最佳世界音樂獎獎項。

## 音樂作品
| 年份 | 專輯名稱           | 音樂類型     |
| ---- | ------------------ | ------------ |
| 2022 | 萬籟的絮語         | 大自然       |
| 2013 | 天空的眼睛         | 跨界         |
| 2012 | 鳥2-天籟所在的地方 | 大自然       |
| 2010 | 綠色方舟           | 大自然、演奏 |
| 2005 | 海洋嬉遊記         | 大自然       |
| 2004 | 鳥                 | 大自然       |
| 2004 | 拍鑼兼槓鼓         | 兒童         |
| 2002 | 最近的天堂         | 大自然       |
| 2001 | 戀戀溫泉           | 大自然       |
| 2001 | 青蛙四季唱遊       | 大自然       |
| 2001 | 夜的精靈           | 大自然       |
| 2001 | 飛魚樂園           | 大自然       |
| 2000 | 我的海洋           | 大自然       |
| 1999 | 森林狂想曲         | 大自然       |
| 1998 | 西藏大峽谷         | 民族         |

## 製作專輯
- 2017年 《聽見呼倫貝爾》 - 天草之間遊牧樂團、Daniel Ho[9]
- 2015年 《洄游》 - 吳昊恩、The Daniel Ho Trio[10]
- 2013年 《歌飛過群山》 - Daniel Ho、泰武古謠傳唱[11]
- 2013年 《琵琶蠻》 - 吳蠻
- 2013年 《生活是一條歌 》 - 黃靜雅
- 2011年 《歌開始的地方 》 - 泰武古謠傳唱
- 2010年 《米靈岸 》 - 芮斯
- 2010年 《尋回失落的印記 》 - 原舞者
- 2010年 《前進的節奏 》 - 朱宗慶打擊樂團
- 2009年 《璀璨時刻》  - 朱宗慶打擊樂團
- 2008年 《鼓之島  》 - 十鼓擊樂團
- 2008年 《鼓動中的寧靜  》 - 優人神鼓
- 2008年 《古琴 》 - 成公亮
- 2008年 《維吾爾木卡姆 》 - 麥蓋提刀朗木卡姆團
- 2008年 《崑曲 》 - 江蘇省崑劇院
- 2008年 《蒙古長調民歌 》 - 阿拉坦其其格、扎格達蘇榮
- 2007年 《最好的時光 》 - 最好的時光三重奏
- 2007年 《越界嬉遊 》 - 謝宛臻
- 2007年 《夏樹的期待》 - 黃建為
- 2006年 《Over the Way 》 - 黃建為
- 2005年 《牽Ina的手 》 - 原舞者
- 2003年 《陶笛異想樂園 》 -  游學志
- 2003年 《陶笛奇遇記 》 -  游學志
- 2001年 《年的跨越 》 -  原舞者

## 外部連結
- 吳金黛臉書